# Radvanice, Trutnov
Radvanice là một làng thuộc huyện Trutnov, vùng Královéhradecký, Cộng hòa Séc.